# Challenger de Canberra 2025
El torneo Canberra Tennis International 2025, denominado por razones de patrocinio Workday Canberra International fue un torneo de tenis perteneció al ATP Challenger Tour 2025 y a la WTA 125K serie 2025 en la categoría Challenger 125 y WTA 125s. Se trató de la 7.ª edición para los hombres y la 8.ª para las mujeres, el torneo tuvo lugar en la ciudad de Canberra (Australia), desde el 30 de diciembre de 2024 hasta el 4 de enero de 2025 para los hombres y para las mujeres sobre pista dura al aire libre.

## Jugadores participantes del cuadro de individuales
| Preclasificado | País                            | Jugador             | Rank1 | Posición en el torneo |
| 1              | Bandera de Francia              | Hugo Gaston         | 76    | Primera ronda         |
| 2              | Bandera de Argentina            | Facundo Díaz Acosta | 79    | Primera ronda         |
| 3              | Bandera de Bosnia y Herzegovina | Damir Džumhur       | 83    | Segunda ronda         |
| 4              | Bandera de Japón                | Taro Daniel         | 84    | Primera ronda         |
| 5              | Bandera de la India             | Sumit Nagal         | 98    | Primera ronda         |
| 6              | Bandera del Reino Unido         | Jacob Fearnley      | 99    | Semifinales           |
| 7              | Bandera de Alemania             | Dominik Koepfer     | 102   | Primera ronda         |
| 8              | Bandera de Italia               | Mattia Bellucci     | 103   | Primera ronda         |

- 1 Se ha tomado en cuenta el ranking del 23 de diciembre de 2024.

### Otros participantes
Los siguientes jugadores recibieron una invitación (wild card), por lo tanto ingresan directamente al cuadro principal (WC):
- Matthew Dellavedova
- Blake Ellis
- Dane Sweeny

Los siguientes jugadores ingresan al cuadro principal tras disputar el cuadro clasificatorio (Q):
- Alexis Galarneau
- Hady Habib
- Maks Kaśnikowski
- Patrick Kypson
- Ethan Quinn
- James Trotter

### Individuales femenino
| Tenista               | Ranking | Preclasificada |
| Nuria Párrizas        | 91      | 1              |
| Anna Bondár           | 93      | 2              |
| Anastasia Zakharova   | 112     | 3              |
| Darja Semeņistaja     | 119     | 4              |
| Petra Martić          | 122     | 5              |
| Marina Stakusic       | 125     | 6              |
| Aoi Ito               | 126     | 7              |
| Mananchaya Sawangkaew | 130     | 8              |

- Clasificación del 23 de diciembre de 2024.

### Dobles femenino
| Tenista                           | Ranking | Preclasificadas |
| Anna Bondár Tamara Zidanšek       | 294     | 1               |
| Veronika Erjavec Dominika Šalková | 353     | 2               |
| Darja Semeņistaja Nina Stojanović | 369     | 3               |
| Jaimee Fourlis Petra Hule         | 398     | 4               |

## Campeones

### Individual Masculino
- João Fonseca derrotó en la final a  Ethan Quinn por 6–4, 6–4

### Individual Femenino
- Aoi Ito venció a  Wei Sijia por 6–4, 6–3

### Dobles Masculino
- Ryan Seggerman /  Eliot Spizzirri derrotaron en la final a  Pierre-Hugues Herbert /  Jérôme Kym por 1–6, 7–5, [10–5]

### Dobles Femenino
- Jaimee Fourlis /  Petra Hule vencieron a  Darja Semeņistaja /  Nina Stojanović por 7–5, 4–6, [10–6]